# 미즈오촌 (니가타현)
미즈오촌(水尾村)은 니가타현 미나미우오누마군에 설치되었던 촌이다. 현재의 미나미우오누마시에 해당한다.